# Peter Reichel
Peter Reichel (ur. 30 listopada 1951 w Gießen) – niemiecki piłkarz, reprezentant kraju grający na pozycji obrońcy.

## Kariera klubowa
Reichel urodził się w Gießen i swoją przygodę z piłką rozpoczął w 1968 w klubie VfB Gießen. 
Od 1970 grał w Eintrachcie Frankfurt. Wraz z Eintrachtem dwukrotnie zdobył Puchar Niemiec w sezonach 1973/74 i 1974/75. Przez 9 lat gry w zespole Orłów wystąpił w 225 spotkniach, w których strzelił 9 bramek. W 1979 poważna kontuzja uniemożliwiła mu kontynuowanie kariery w drużynie Orłów i od tego czasu mógł grać jedynie w drużynie rezerw, w której w 1982 zakończył karierę piłkarską.
| Sezon   | Klub                | Kraj | Rozgrywki          | Mecze | Bramki |
| ------- | ------------------- | ---- | ------------------ | ----- | ------ |
| 1968/69 | VfB Gießen          | RFN  | Amateurliga Hessen |       |        |
| 1969/70 | VfB Gießen          | RFN  | Amateurliga Hessen |       |        |
| 1970/71 | Eintracht Frankfurt | RFN  | Bundesliga         | 25    | 1      |
| 1971/72 | Eintracht Frankfurt | RFN  | Bundesliga         | 28    | 0      |
| 1972/73 | Eintracht Frankfurt | RFN  | Bundesliga         | 24    | 1      |
| 1973/74 | Eintracht Frankfurt | RFN  | Bundesliga         | 32    | 2      |
| 1974/75 | Eintracht Frankfurt | RFN  | Bundesliga         | 29    | 1      |
| 1975/76 | Eintracht Frankfurt | RFN  | Bundesliga         | 30    | 2      |
| 1976/77 | Eintracht Frankfurt | RFN  | Bundesliga         | 30    | 1      |
| 1977/78 | Eintracht Frankfurt | RFN  | Bundesliga         | 27    | 1      |
| 1978/79 | Eintracht Frankfurt | RFN  | Bundesliga         | 1     | 0      |

## Kariera reprezentacyjna
Reichel po raz pierwszy w drużynie narodowej zagrał 20 grudnia 1975 w wygranym 5:0 spotkaniu z reprezentacją Turcji. W 1976 został powołany przez trenera Helmuta Schöna na Mistrzostwa Europy. Podczas turnieju w Jugosławii wszystkie spotkania spędził na ławce rezerwowych. RFN zakończyła ten turniej na drugim miejscu, przegrywając mecz finałowy z Czechosłowacją.
Drugi i zaraz ostatni mecz w drużynie narodowej Reichel rozegrał 24 kwietnia 1976. Przeciwnikiem była Hiszpania, a mecz zakończył się remisem 1:1.
| Mecze i gole w reprezentacji | Mecze i gole w reprezentacji | Mecze i gole w reprezentacji | Mecze i gole w reprezentacji | Mecze i gole w reprezentacji | Mecze i gole w reprezentacji | Mecze i gole w reprezentacji |
| #                            | Data                         | Miasto                       | Przeciwnik                   | Gol                          | Wynik                        | Rozgrywki                    |
| ---------------------------- | ---------------------------- | ---------------------------- | ---------------------------- | ---------------------------- | ---------------------------- | ---------------------------- |
| 1.                           | 20.12.1975                   | Stambuł                      | Turcja                       |                              | 5:0                          | towarzyski                   |
| 2.                           | 24.04.1976                   | Madryt                       | Hiszpania                    |                              | 1:1                          | El. ME 1976                  |

## Sukcesy
Niemcy
- Mistrzostwa Europy (1): 1976 (2. miejsce)

Eintracht Frankfurt
- Puchar Niemiec (2): 1973/74, 1974/75